# قصر الحمراء
قصرُ الحمراء هو قصرٌ أَثري وحصن وأحد أهم صروح العمارة الإسلامية في الأندلس. شَيَّده مؤسس دولة بني الأحمر «الغالب باللَّه» أبي عبد الله محمد الأول محمد بن يوسف بن محمد بن أحمد بن نصر بن الأحمر بين 1238-1273 في مملكة غرناطة خِلالَ النصف الثاني من القرن العاشر الميلادي. يعد الآن من أهم المعالم السياحية بأسبانيا ويقع على بعد 267 ميلًا (430 كيلومتر) جنوب مدريد. تعود بداية تشييد قصرِ الحمراء إلى القرن الرابع الهجري، الموافق للقرن العاشر الميلادي، وترجع بعض أجزائه إلى القرن السابع الهجري الموافق للقرن الثالث عشر الميلادي. وقد استغرق بناؤه أكثر من 150 سنة.
من سِمات العمارة الإسلامية الواضحة في أبنية القصر؛ استخدام العناصر الزُخرفية الرقيقة في تنظيمات هندسية كزخارف السجاد، وكتابة الآيات القرآنية والأدعية، بل حتى بعض المدائح والأوصاف من نظم الشعراء كابن زمرك، وتحيط بها زخارف من الجص الملون الذي يكسو الجدران، وبلاطات القيشاني الملون ذات النقوش الهندسية، التي تغطي الأجزاء السفلى من الجدران.
في سنة 2007، اُخْتِيرَ قصرُ الحمراء ضِمن قائمة كنوز إسبانيا الإثنى عشر في استفتاءٍ صوّت فيه أكثر من تسعة آلاف شخص.

## نظرة عامة
الهضبة على الضفة اليسرى لنهر حدره حيث يقع قصر الحمراء ممتدة من غرب الشمال الغربي إلى شرق الجنوب الشرقي على مساحة 142000 مترٍ مربعٍ بأبعاد 740 متر (2430 قدم) طولا إلى 205 متر (674 قدم) عند أعرض نقطة بها. من أبرزِ المعالم قصبة الحمراء وهو حصن يحتل مكانا منيعًا من الهضبة، وباقي الهضبة محاطةٌ بسور أضعف نسبيا مع وجود ثلاثة عشر برج بعضها لأغراض دفاعية. على مرتفع مجاور للحمراء؛ تقوم جنة العريف، وهي حديقة ملوك بني نصر، وتحتوي على أجنحة وأروقة محاطة بحدائق جميلة تسقى من خلال قنوات ونوافير ماء.

## سبب التسمية
- ثمة خلاف بشأن سبب تسمية هذا المعلم البارز باسم قصر الحمراء، فهناك من يرى أنه مشتق من بني الأحمر، وهم بنو نصر الذين كانوا يحكمون غرناطة بين عامي 629 - 897 هـ / 1232 - 1492م، بينما يرى آخرون أن التسمية تعود إلى التربة الحمراء التي يمتاز بها التل الذي تم تشييده عليها. من التفسيرات الأخرى للتسمية أن بعض القلاع المجاورة لقصر الحمراء كان يُعرف منذ نهاية القرن الثالث الهجري، الموافق للقرن التاسع الميلادي؛ باسم المدينة الحمراء.

## التاريخ

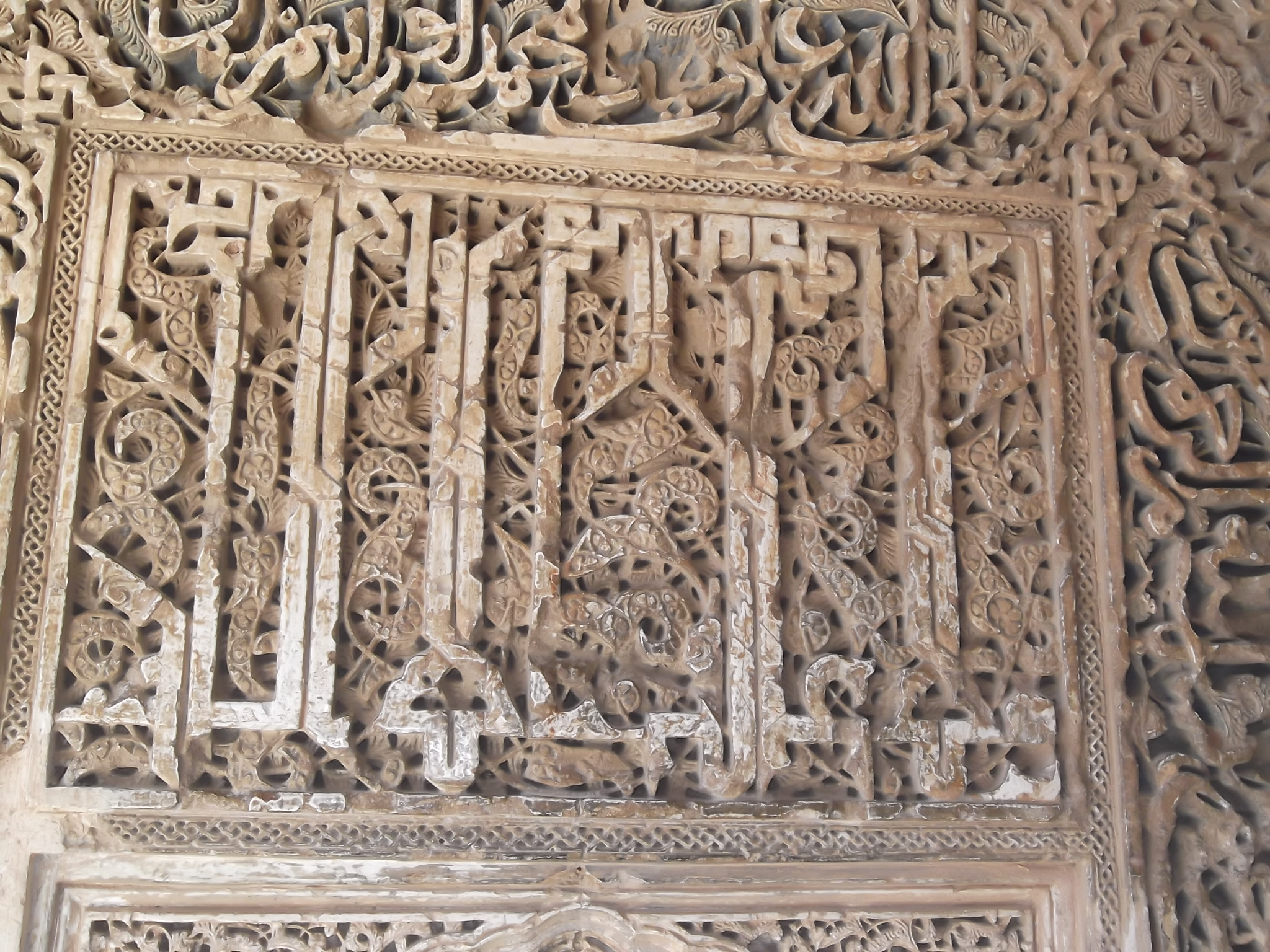
ولا غالب إلا الله أحد أشهر النقوش داخل الحمراء.

- بدايةً لم يكن قصرُ الحمراء سوى جزءا من مدينةِ الحمراء أو «قصبة الحمراء» التي تشمل قصر الحاكم والقلعة التي تحميه. وكانت مباني دور الوزراء والحاشية تتطور مع الوقت حتى غدت قاعدة ملكية حصينة.
- عندما دخل القائد العربي أبو عبد الله محمد الأول غرناطة والمعروف أيضا باسم محمد بن نصر والملقب بالأحمر، نسبة للون لحيته الحمراء حكم غرناطة، بعد سقوط الدولة الموحدية، رحب به الشعب بهتافات:مرحبا بك يا أيها المنتصر، والذي أجاب: لا غالب اليوم إلا الله، وهذا هو الشعار المكتوب في جميع أنحاء الحمراء.[8]
- أنشأ سورًا منيعًا حول الهضبة التي قامت عليها «قلعة الحمراء»، وبنى داخل هذا السور قصرًا أو مركز حكومته، وسميت القلعة «القصبة الحمراء»، وصار قصر الحمراء جزءًا منها، وغدت معقل غرناطة الهام.
- في أواخر القرن السابع الهجري، أنشأ محمد بن محمد بن الأحمر الغالب بالله ـ ثاني سلاطين غرناطة ـ مباني الحصن الجديد والقصر الملكي، ثم أنشأ ولده (محمد) في جوار القصر مسجدًا قامت محلّه فيما بعد (كنيسة سانتاماريا
- تم الانتهاء من بنائه قبالة نهاية حكم المسلمين في الأندلس على يد يوسف الأول (1333-1353)م (733-754) هجري ومحمد الخامس سلطان غرناطة (1353-1391) ميلادي (754-792) هجري مع انقطاع بين سنتي 760 و763 خُلع خلالهما عن الحكم، ثم عاد إليه مجددًا ليبدأ في المرحلة الثانية من حكمه أهم التطويرات، ويكتب أغلب الأشعار التي يزدان بها القصر.

## عمارته وأقسامه
- فناء الريحان الكبير: تتقدمه ساحة البركة أو «فناء الريحان» الكبير المستطيل الشكل، تتوسطه بركة المياه وتظللها أشجار الريحان؛ ونقشت في زوايا فناء الريحان عبارة (النصر والتمكين والفتح المبين لمولانا أبي عبد الله أمير المؤمنين...) والآية الكريمة (وما النصر إلا من عند الله العزيز الحكيم)، وفي النهاية الجنوبية لهذا البهو باب عربي ضخم، هدمت المباني التي كانت وراءه، ولم يبق منها سوى أطلال. وتوجد في هذه الأطلال بعض النقوش مثل «لا غالب إلا الله» «عزّ لمولانا السلطان أبي عبد الله الغني بالله». ويؤدي باب فناء الريحان الشمالي إلى بهو صغير اسمه «بهو البركة».
- بهو السفراء: يؤدي البهو الذي يلي فناء الريحان من الجهة الشمالية إلى بهو السفراء (أو بهو قمارش) الذي يعد أضخم أبهاء الحمراء سعةً، ويبلغ ارتفاع قبته 23م. ولهذا البهو شكل مستطيل أبعاده (18 × 11م). وفيه كان يعقد «مجلس العرش»، ويعلوه «برج قمارش» المستطيل.
- فناء السّرو: يؤدي بهو البركة من جهة اليمين إلى (باحة السرو). وإلى جانبها الحمامات الملكية، وأول ما يلفت النظر غرفة فسيحة زخارفها متعددة الألوان مع بروز اللون الذهبي ثم الأزرق والأخضر والأحمر وفي وسطها نافورة ماء صغيرة، وتعرف باسم غرفة الانتظار. أما الحمامات فتغمرها الأنوار الداخلة عبر كوات بشكل ثريات وأرضها مرصوفة بالرخام الأبيض، ومن الحمام يتم الدخول إلى غرفة الامتشاط والاستراحة التي تكثر فيها الرسوم الغريبة عن الفن الإسلامي، ويتخلل الحمامات أبهاء صغيرة.
- قاعة الأختين: تقع في شرق بهو البركة. عُرفت هذه القاعة بهذا الاسم لأن أرضها تحتوي على قطعتين من الرخام متساويتين وضخمتين.
- بهو السباع: تؤدي قاعة الأختين من بابها الجنوبي إلى بهو السباع أشهر أجنحة قصر الحمراء. قام بإنشاء هذا الجناح السلطان محمد الغني بالله 755 هـ / 1354م ـ 793 هـ / 1391م. وهو بهو مستطيل الشكل أبعاده (35م × 20م) تحيط به من الجهات الأربع أروقة ذات عقود يحملها /124/ عمودًا من الرخام الأبيض صغيرة الحجم وعليها أربع قباب مضلّعة. في وسط البهو (نافورة الأسود)، على حوضها المرمري المستدير اثنا عشر أسدًا من الرخام، تخرج المياه من أفواهها بحسب ساعات النهار والليل.

تعطلت مخارج المياه في هذه البركة حين حاول الأسبان التعرف على سر انتظام تدفق المياه بالشكل الزمني الذي كانت عليه. من الجدير بالذكر أن الحضارة الإسلامية استخدمت الفوارات في زخرفة الحدائق العامة والخاصة، وقد وصلت براعة المهندسين المسلمين في القرن الرابع الهجري/ العاشر الميلادي حدًا كبيرًا في صنع أشكال مختلفة من الفوارات يفور منها الماء كهيئة السوسنة، ويتم تغييرها حسب الحاجة ليفور الماء كهيئة الترس وفي أوقات زمنية محددة، وتمثل فوارات قصر الحمراء وجنة العريف نموذجًا متطورًا لما وصلت إليه إبداعات المسلمين في ذلك الوقت.
- قاعة بني سراج: منتصف الناحية الجنوبية من بهو السباع مدخل قاعة بني سراج Sala de Los) (Abencerrajes الغرناطيين. ولهذه القاعة شكل مستطيل أبعاده (12م × 8م). فرشت أرضها بالرخام. وتعلوها قبة عالية في جوانبها نوافذ يدخل منها النور. وفي وسط القاعة حوض نافورة مستديرة من الرخام.
- قاعة الملوك (أو قاعة العدل): في جهة شرق بهو السباع مدخل قاعة الملوك Sala de Los Reyes. زين سقف الحنية الوسطى بصور عشرة من ملوك غرناطة تعلوهم العمائم، تعبر ملامحهم عن الوقار والكبرياء. أولهم محمد الغني بالله. وآخرهم السلطان أبو الحسن والد أبي عبد الله. وهناك صور فرسان ومشاهد صيد.
- منظرة اللندراخا: في جهة شمال بهو السباع وقاعة الأختين بهو منظرة اللندراخا Mirador de Lindarata. وذهب بعضهم في تفسير هذا اللفظ بأنه محّرف لثلاث كلمات عربية (عين دار عائشة). والجدير بالذكر أن عائشة كانت إحدى ملكات غرناطة في القرن الرابع عشر الميلادي. وإن لفظ (عين) يفيد (نافذة). وتتألف هذه القاعة من بهو صغير مضلّع.
- متزين الملكة Peinador de La Reina: جناح علوي صغير في نهاية الطرف الشمالي للحمراء. تحت (برج المتزين) Torre de Peinador الذي يعود إلى عهد السلطان يوسف أبي الحجاج.

الجدير بالذكر أن الجناح المجاور لساحة الإمبراطور شارلكان من جهة الجنوب يحمل لوحة رخامية تذكارية تذكر أنه كان مقامًا للكاتب الأمريكي واشنطن إيرفينج عام 1829 الذي اشتهر بكتابته فتح غرناطة وقصر الحمراء.
- الزاوية والروضة: وهناك منطقة مهجورة من القصر في جهة الغرب كانت زاوية أو مصلّى فيها ميضأة وقاعدة مأذنة... وكانت خرائب الروضة مدفنًا لملوك بني نصر ملوك غرناطة في جهة جنوب باحة السباع. وعثر في الروضة على شواهد عدة لقبور تعود لملوك غرناطة.

## الأبراج والأبواب
الأبراج:
يحاط قصر الحمراء ب 37 برج عملاقا.
- برج قُمارش Torre de Comares فوق قاعة السفراء.
- برج المتزين Torre de Peinador.
- برج العقائل Torre de Las Damas.
- برج الآكام Torre de los Picos.
- برج الأسيرة Torre de La Cautiva.
- برج الأميرات Torre de Las Infantas.
- برج الماء Torre del Agua
- برج الرؤوس Torre de Las Cabezas

الأبواب
- باب الغدور Puerta de Las Pozas.
- باب الطّباق السبع Puerta de Siete Suelos
- باب الشريعة (المدخل الرئيسي حاليًا للحمراء).
- باب السّلاح Puerta de Las Armas
- باب الشراب داخل الأسوار.

## الساقية
- نافورة الأُسُود: من أكبر وأشهر النوافير داخل القلعة وهناك تسع نوافير أخرى مشهورة أيضًا.

## التهديدات الأمنية وجهود الحماية
في مايو 2025، تعرّض محيط قصر الحمراء وأحياء تاريخية قريبة في مدينة غرناطة لحوادث تخريب تمثلت في رسومات جرافيتي غير قانونية على جدران وأسوار تاريخية. وأشارت التحقيقات إلى أن هذه الأعمال نُفذت من قِبل مجموعة من الفنانين المتنقلين من جنسية ألمانية، اعتادوا السفر بين الدول وترك آثارهم على مواقع أثرية ومعالم شهيرة.
أثارت الحادثة ردود فعل واسعة من المجتمع المحلي ومؤسسات التراث، ودفعت بالسلطات إلى اتخاذ إجراءات فورية لتعزيز حماية الموقع. وشملت هذه الإجراءات تسريع تنفيذ خطة أمنية بتركيب 60 كاميرا مراقبة جديدة حول محيط قصر الحمراء لمسافة 2.5 كيلومتر، ضمن منظومة مراقبة حديثة تهدف إلى رصد أي انتهاكات محتملة وتنبيه الجهات المختصة بشكل فوري.
تُعد هذه الخطوة جزءًا من خطة طويلة الأمد لحماية القصر، خاصةً في ظل تزايد أعداد الزوار، وضمان الحفاظ على القيم المعمارية والتراثية لهذا المعلم المصنّف ضمن قائمة التراث العالمي لليونسكو.

## معرض صور

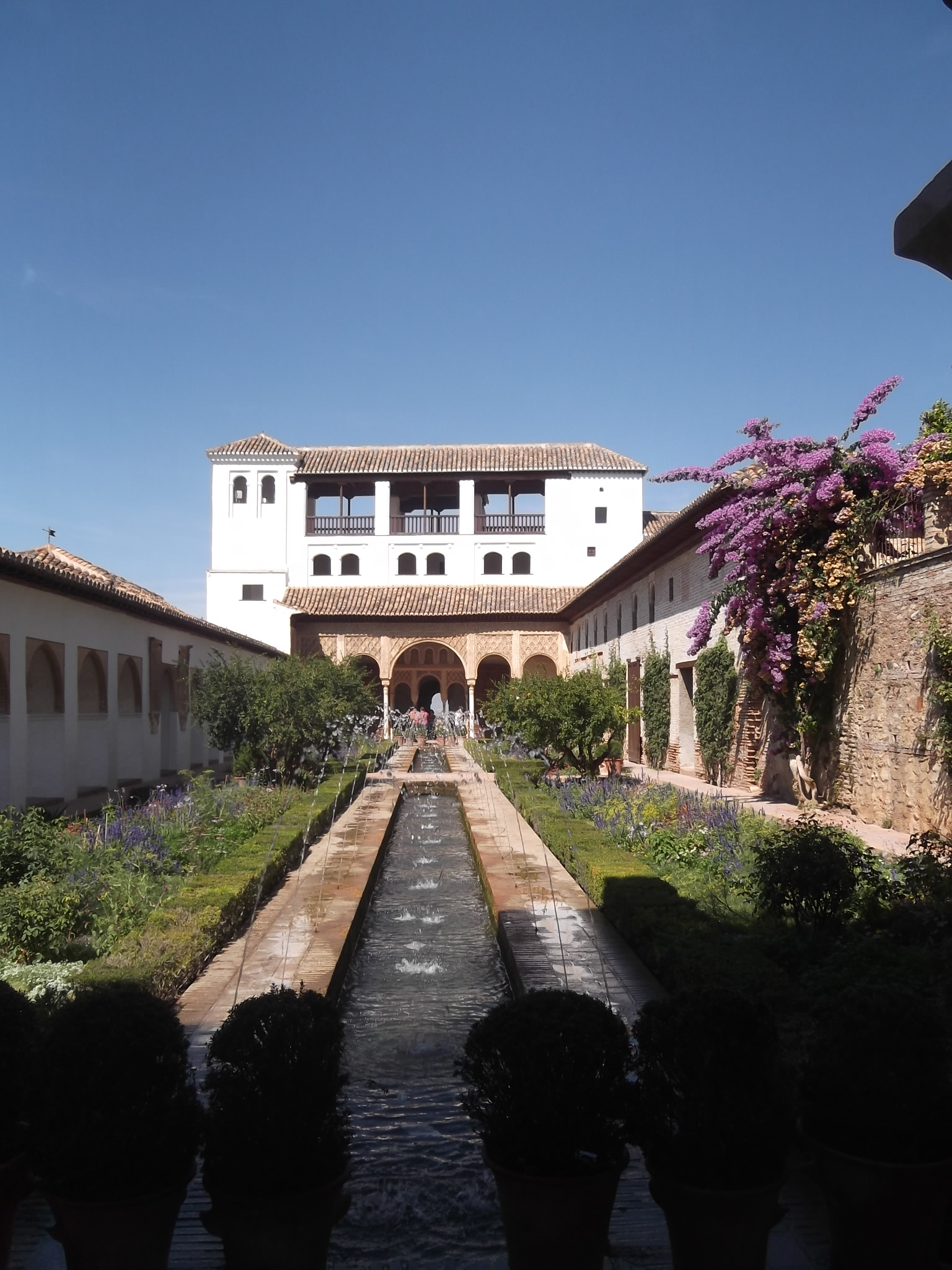
قصر جنة العريف بالحمراء، غرناطة، إسبانيا (باحة الساقية).
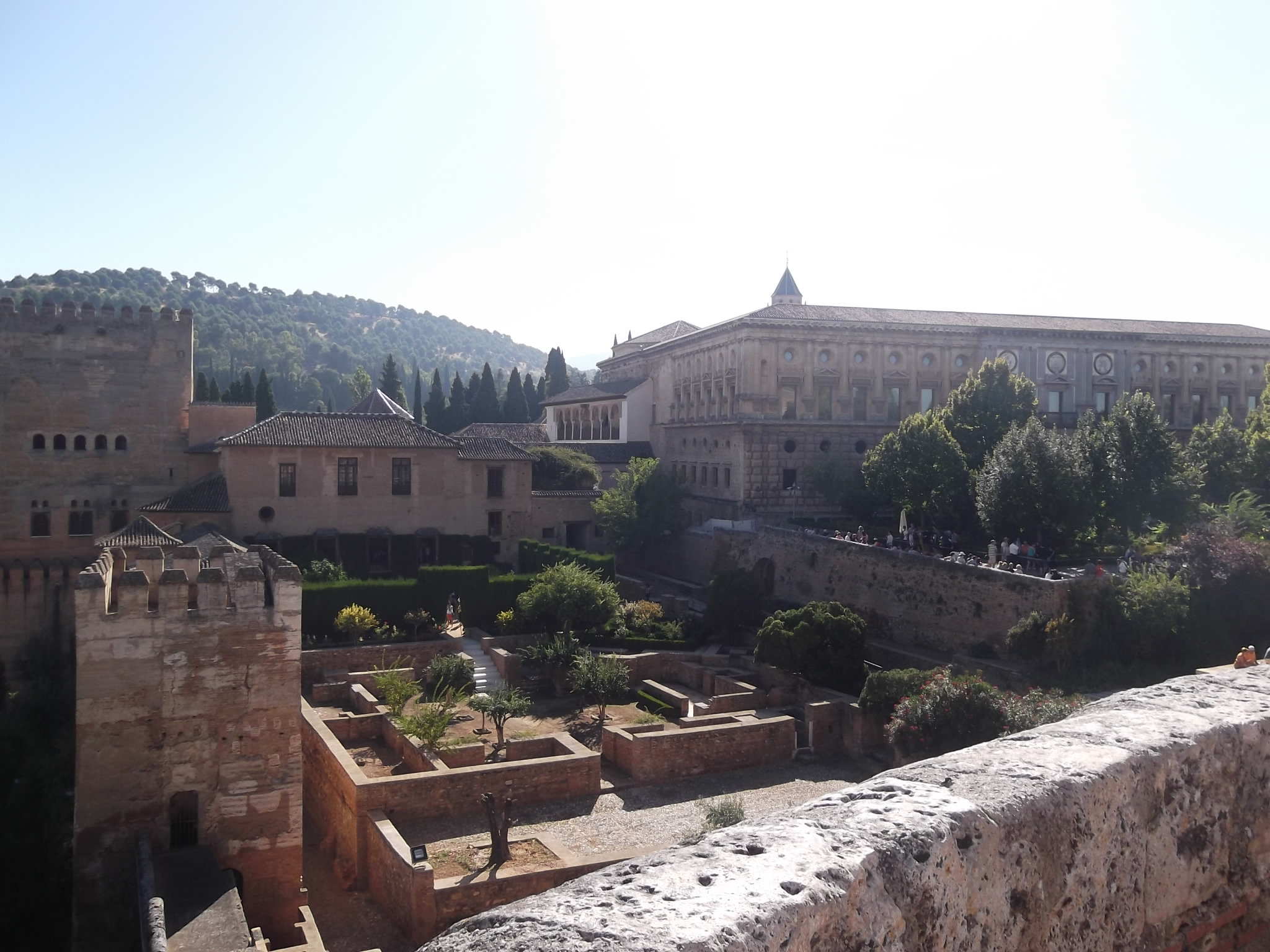
قصر الحمراء من أعلى أحد الابراج بالحمراء.
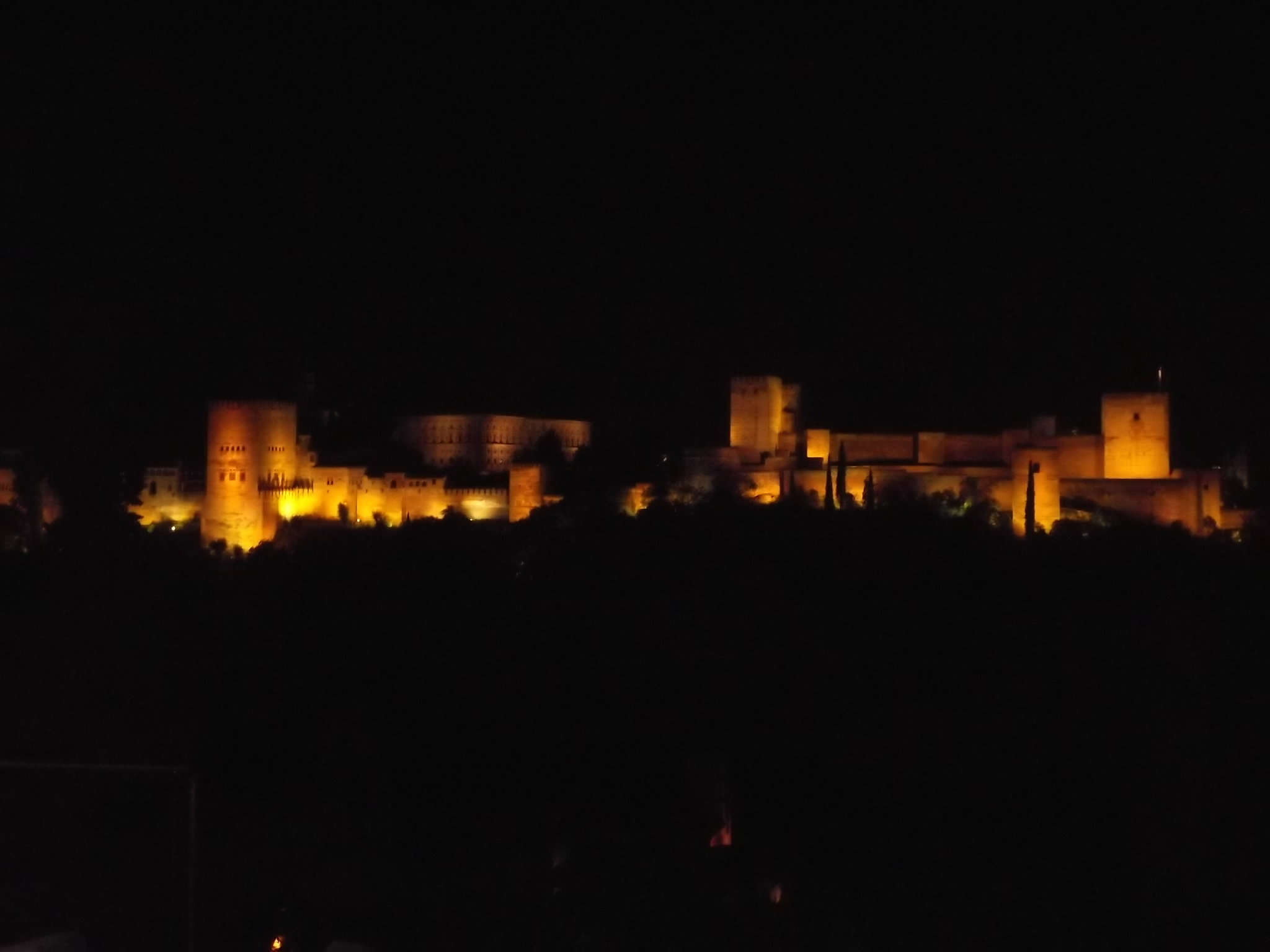
قصر الحمراء ليلًا من منظرة سان نيكولاس.
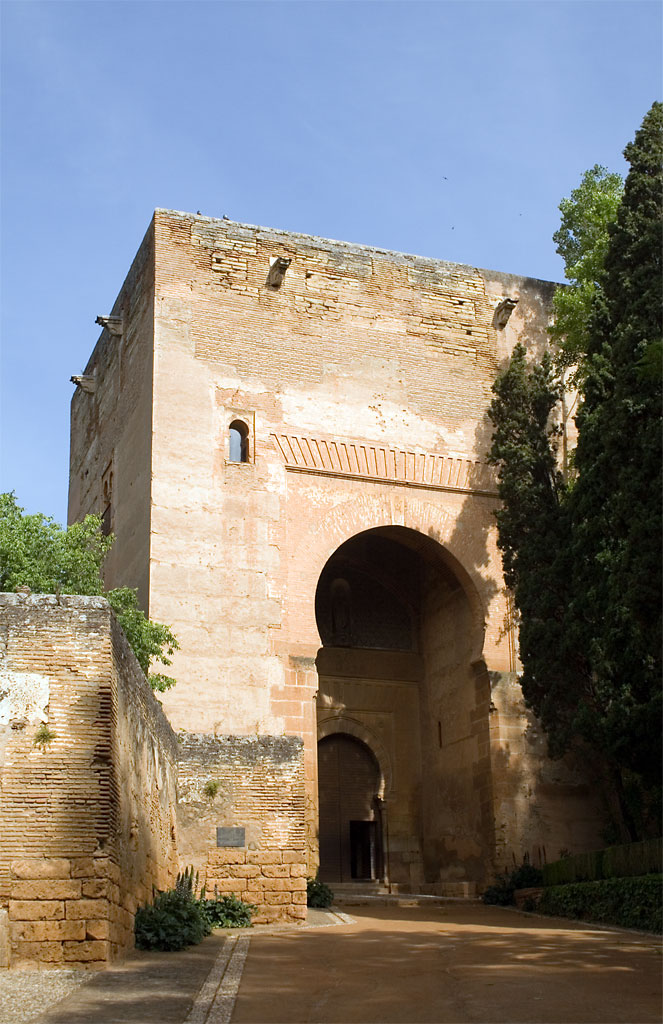
باب الشريعة (المدخل الرئيسي حاليا للحمراء).
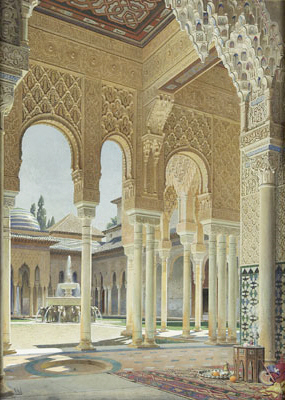
رواق بهو السباع.
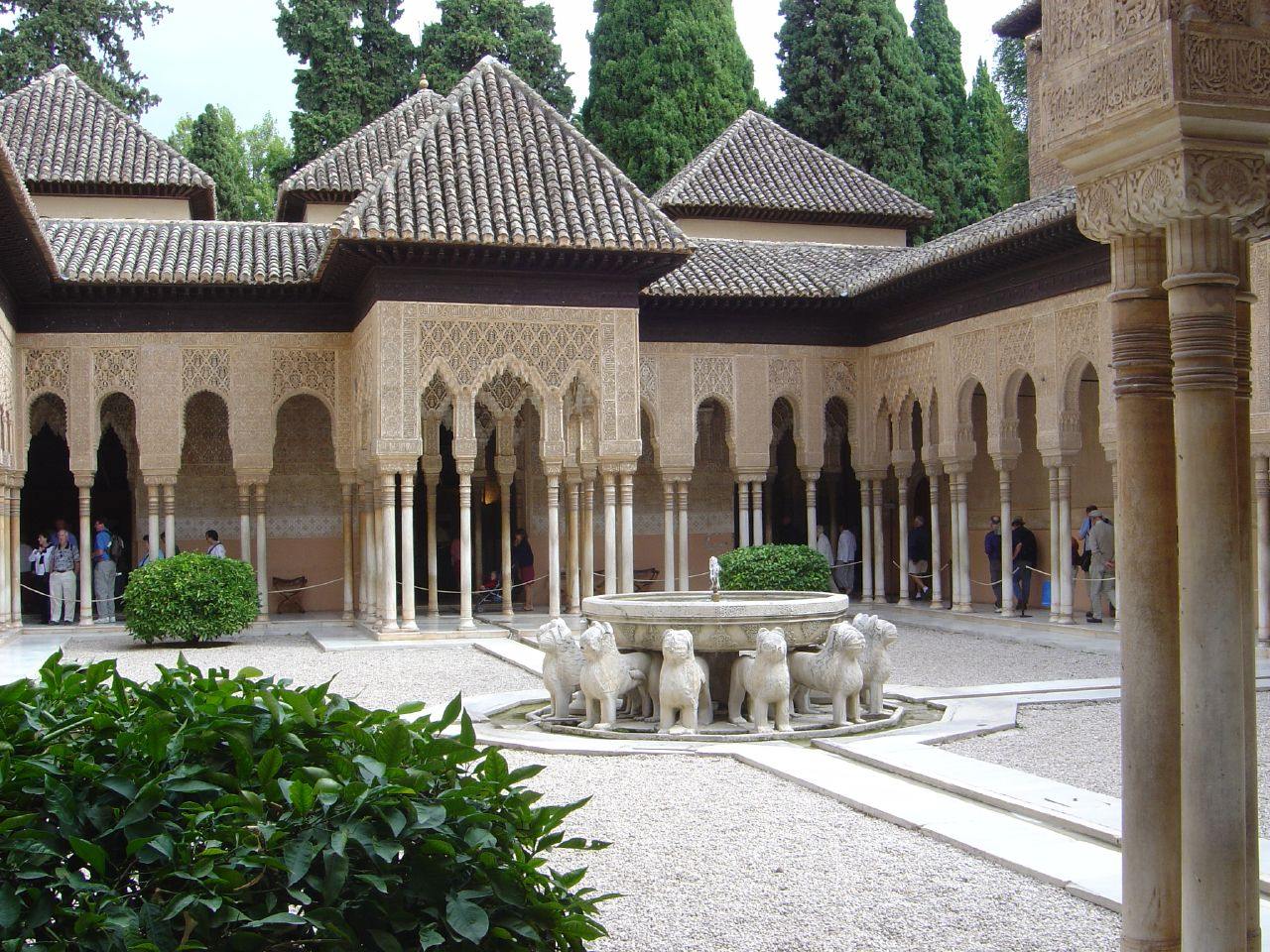
بهو السباع أشهر أجنحة قصر الحمراء.
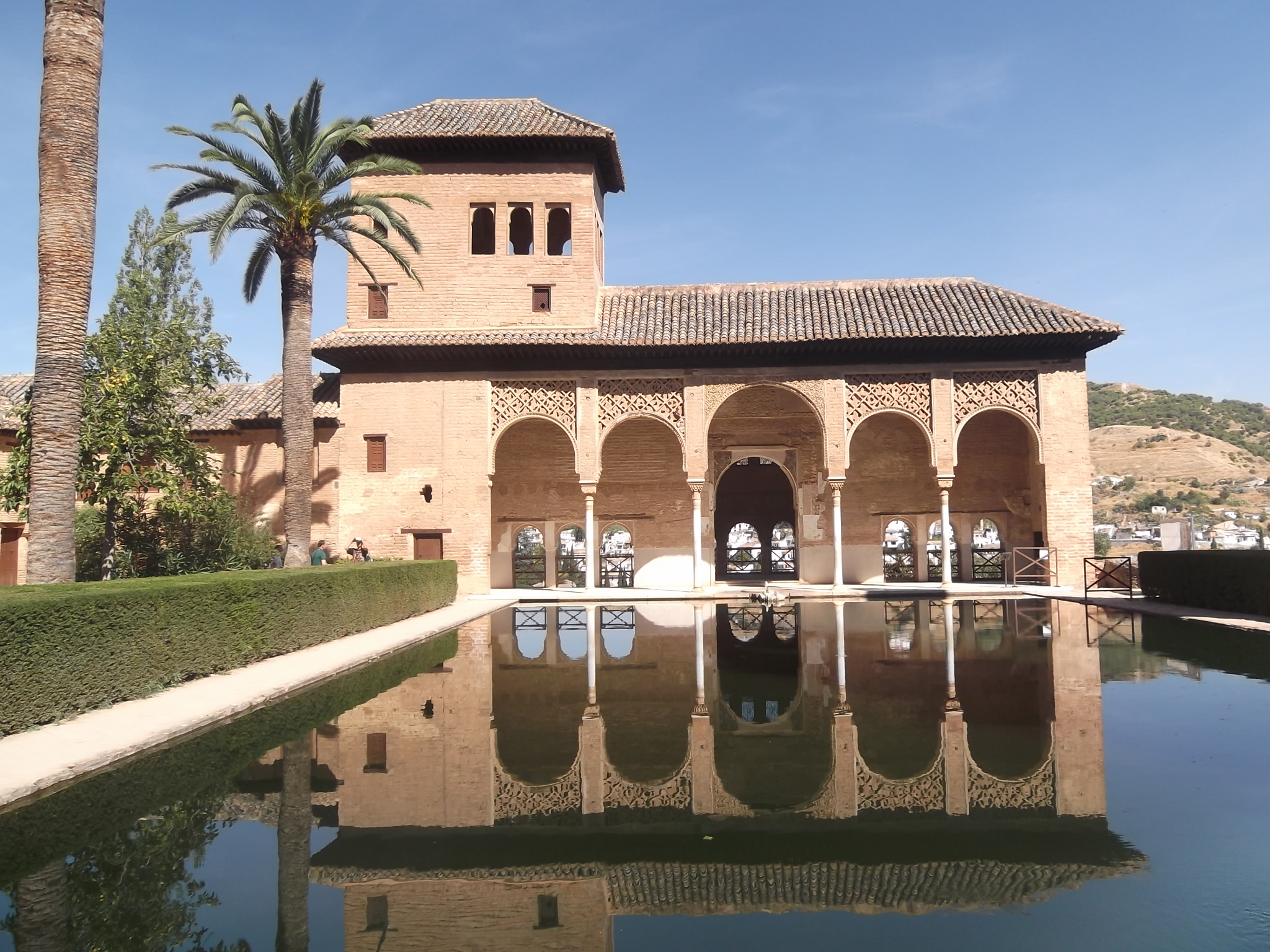
قصر البارتال بالحمراء، غرناطة، إسبانيا.
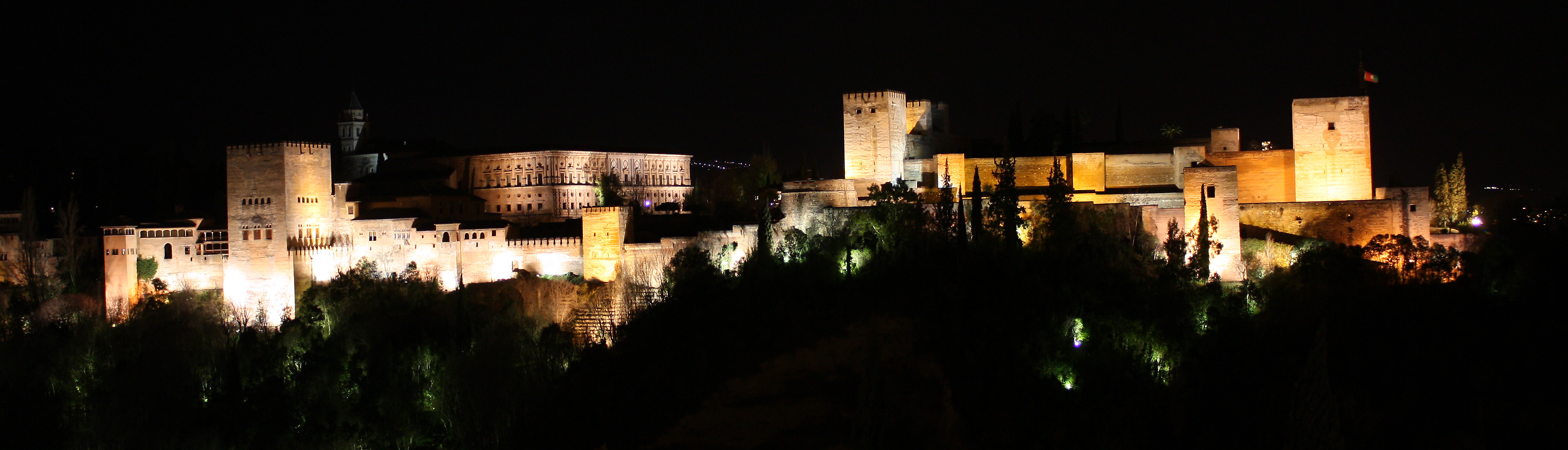
صورة أثناء الليل.
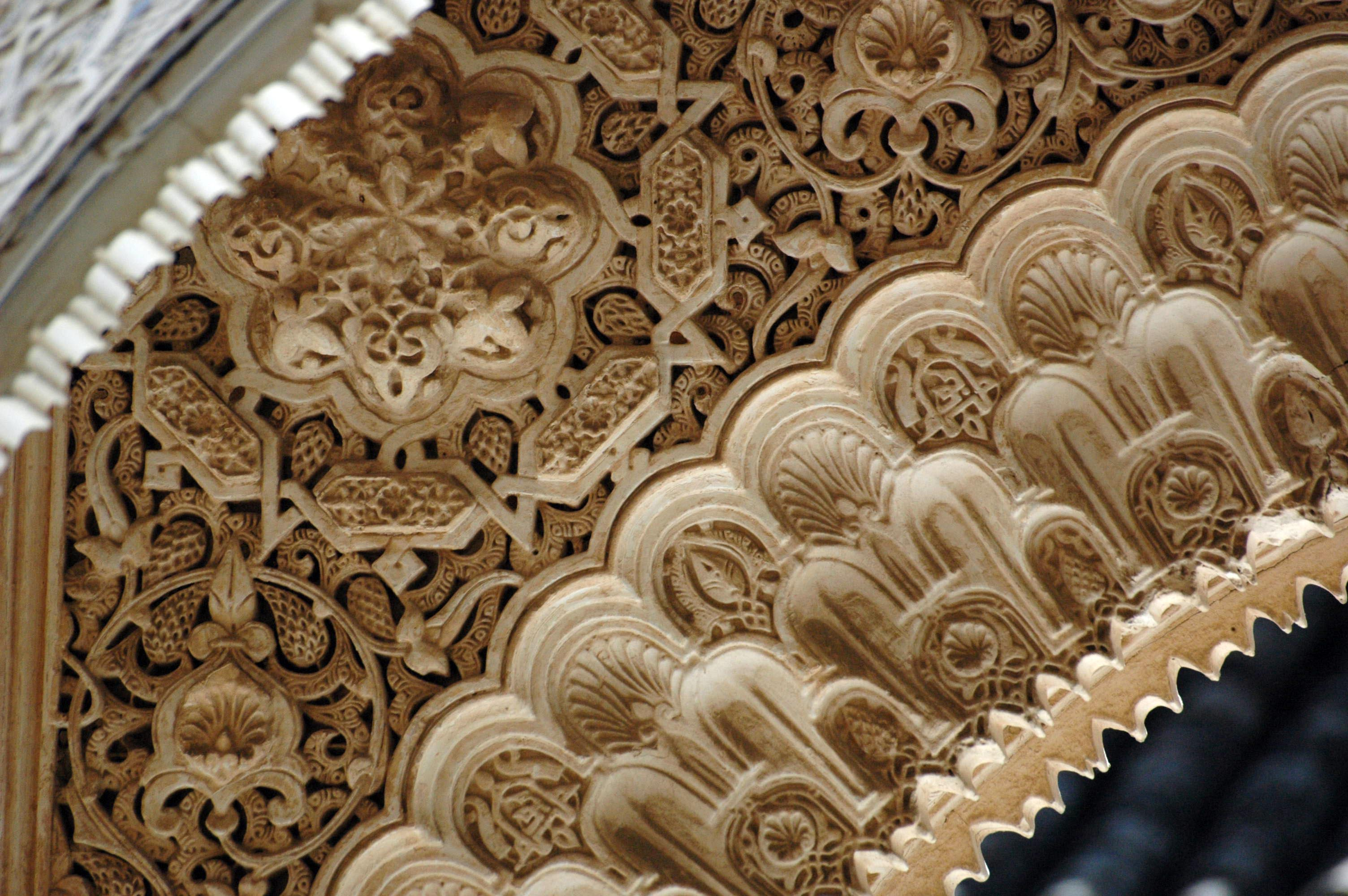
النقوش على أحد الجدران.
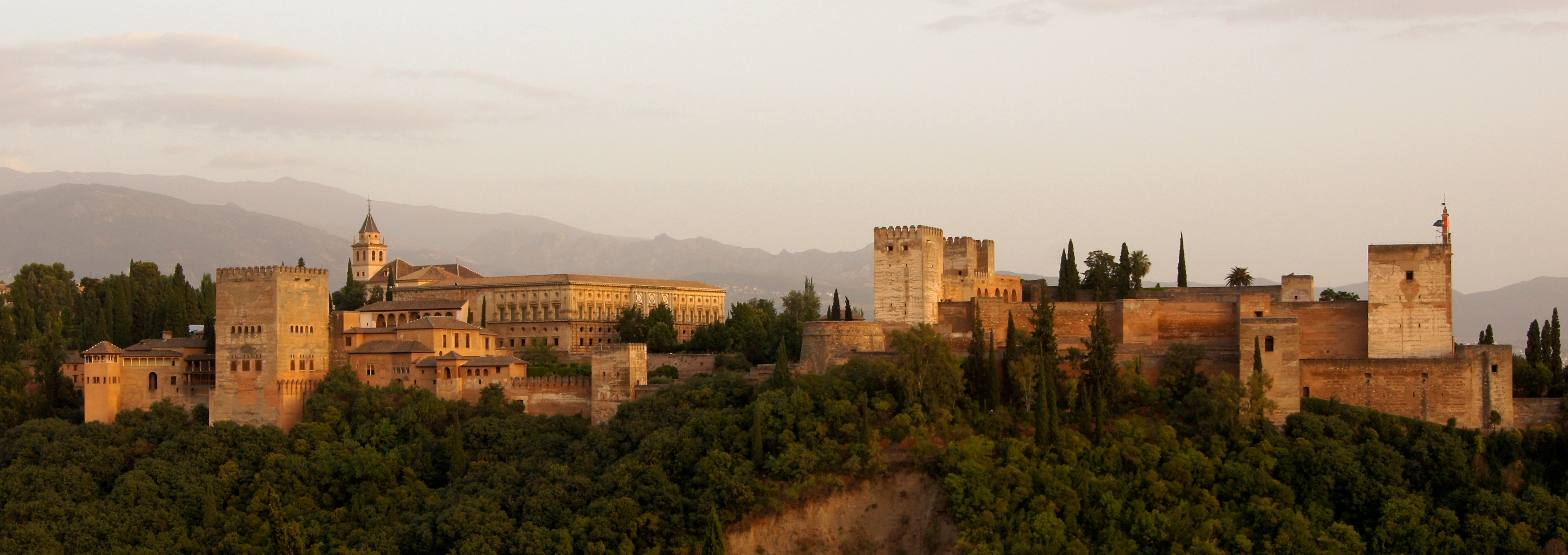
مشهد لقصر الحمراء من منظرة سان نيكولاس.
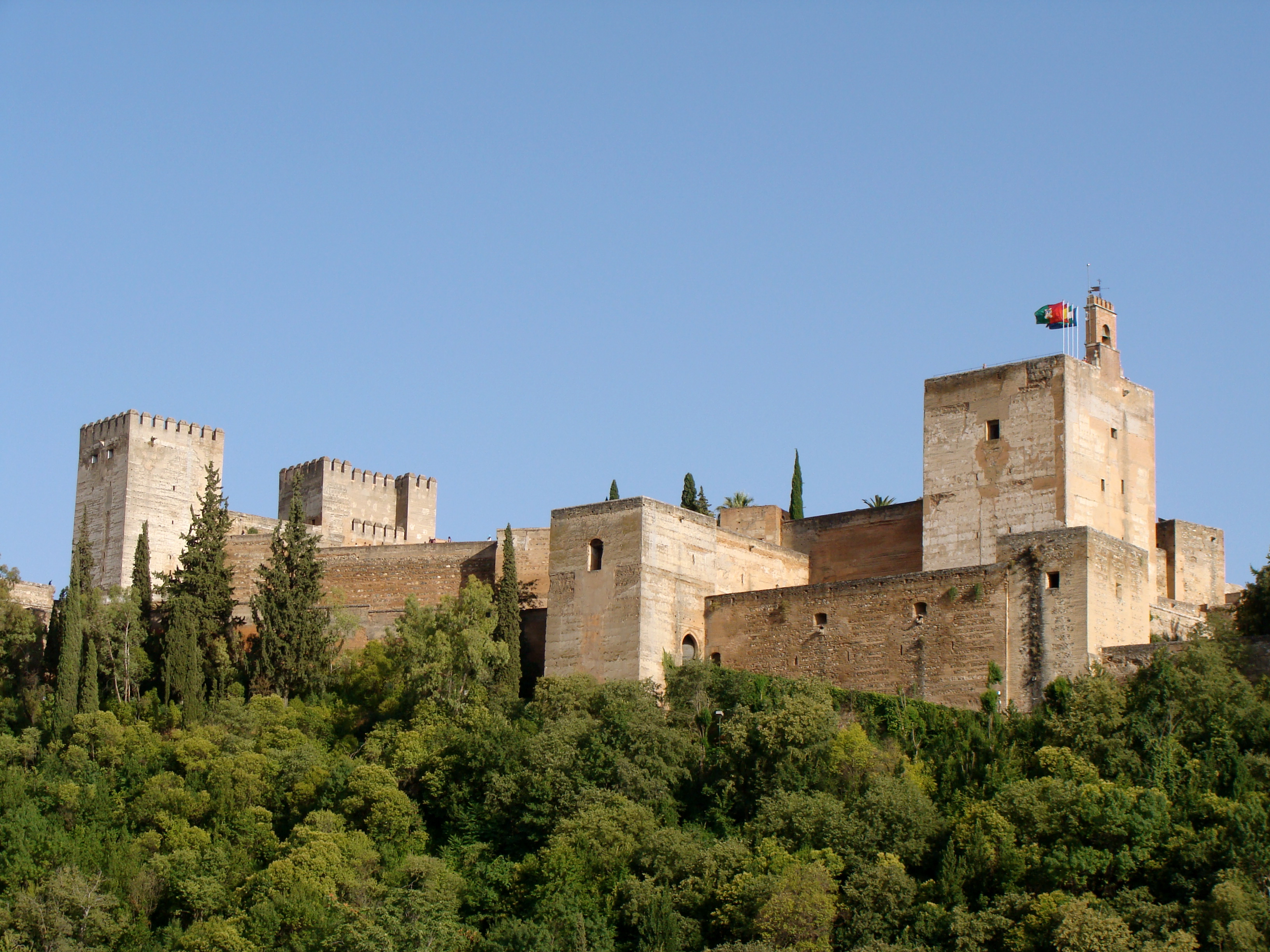
حصن القصبة.
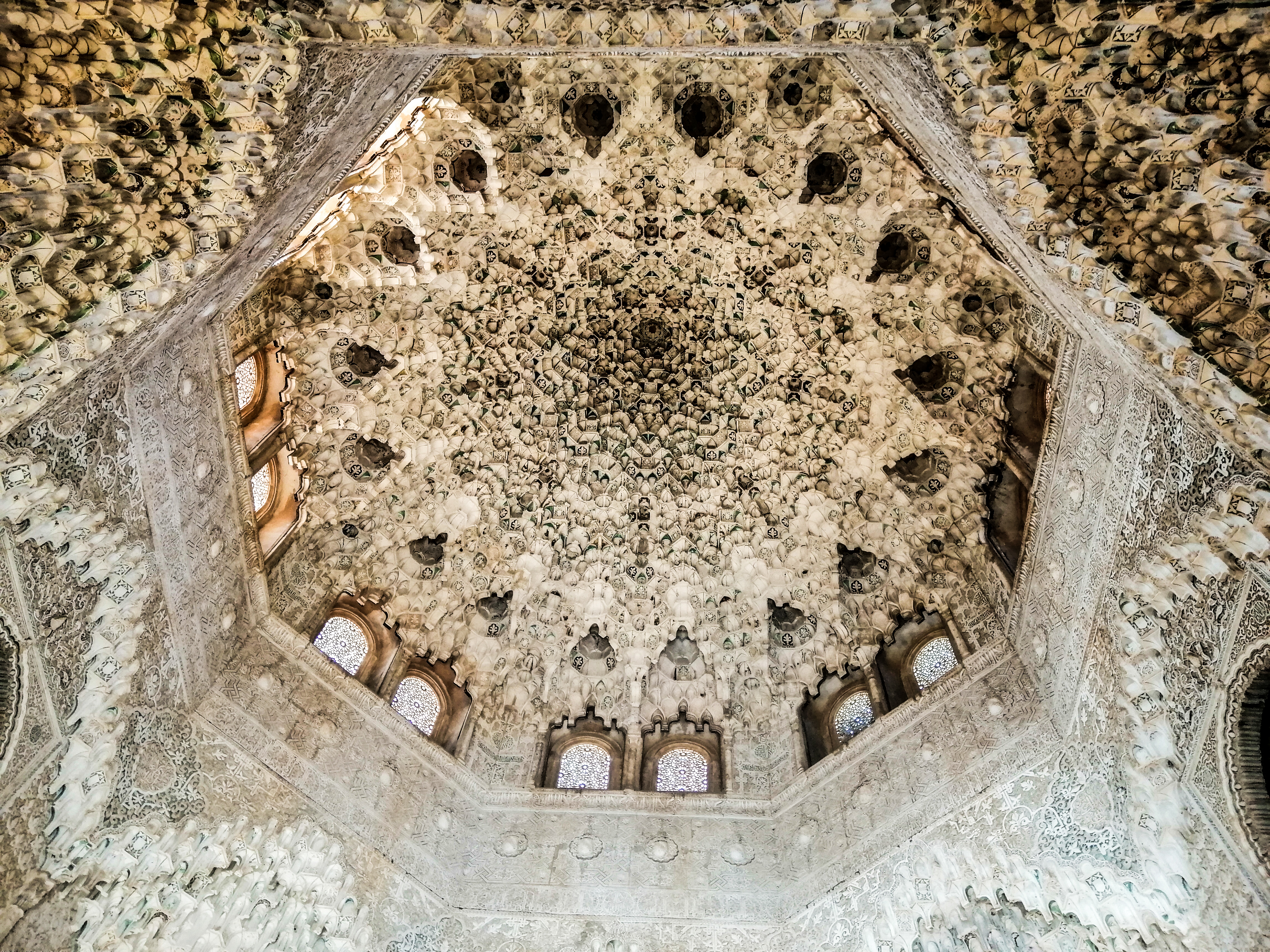
قبة من الجبص المقرنص بقاعة الأختين
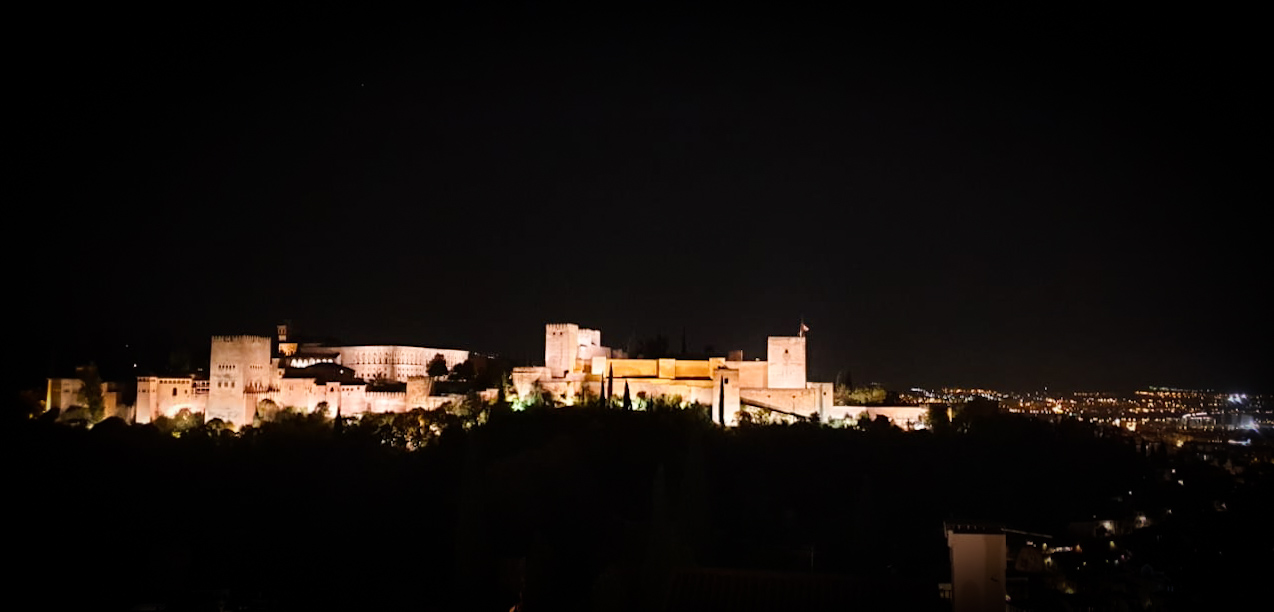
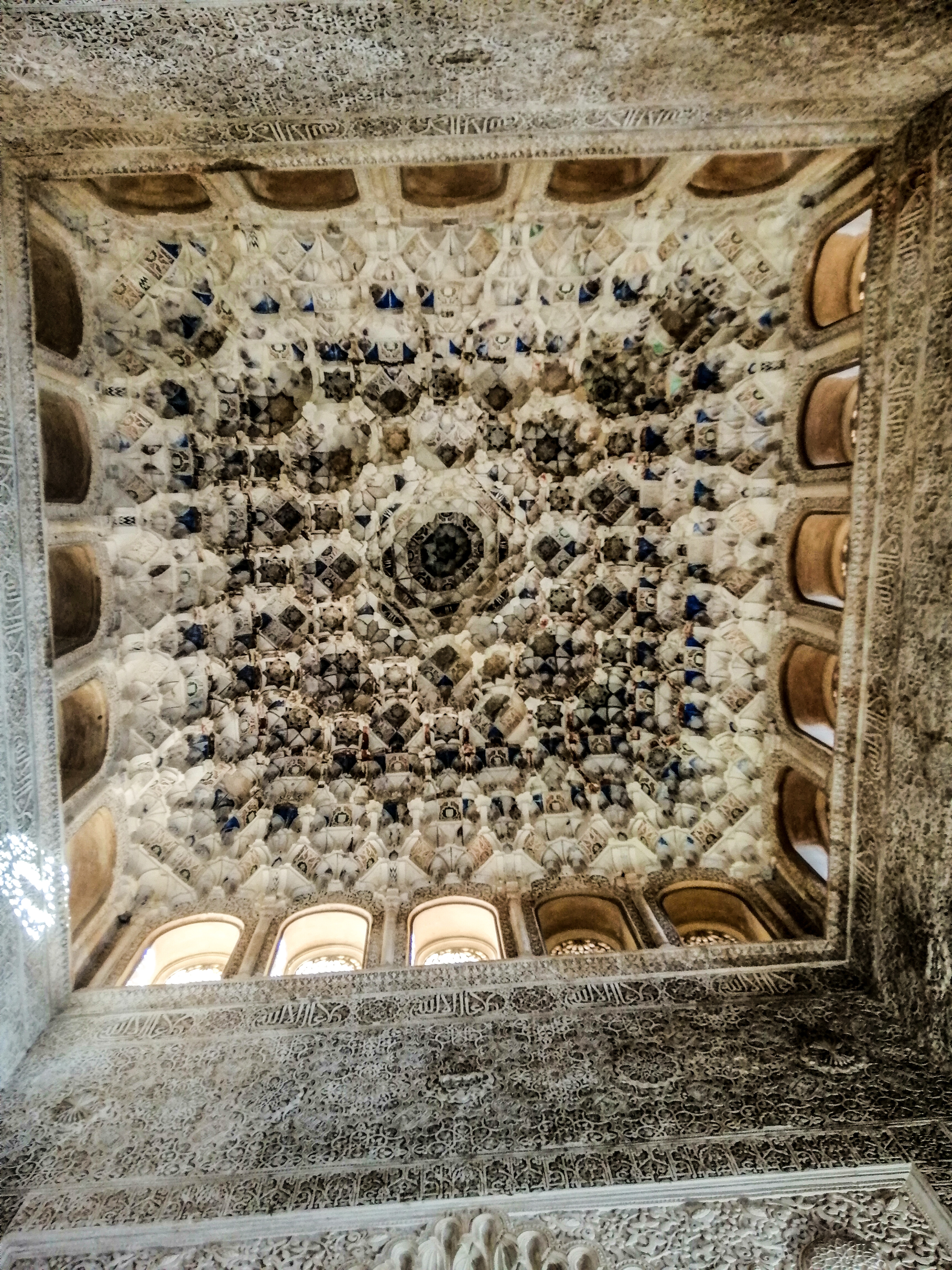
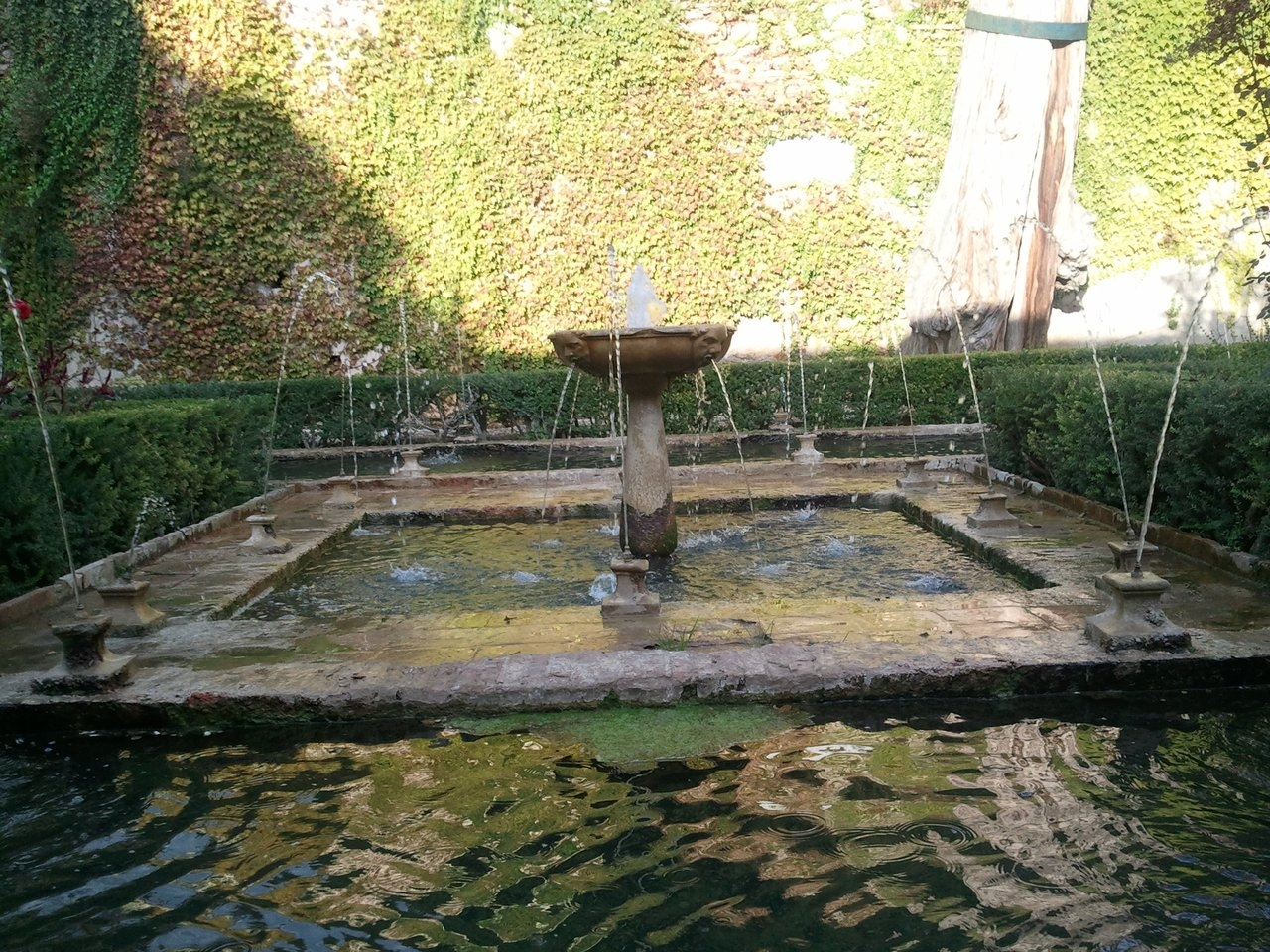